# Ужеобразные
Ужеобразные, или ужовые (лат. Colubridae), — семейство змей (устар. — ужевидные). Это наиболее многочисленная группа современных змей — более половины всех известных видов. Оно также отличается большим разнообразием — в связи с чем у герпетологов возникают объективные трудности при выявлении универсальных биологических особенностей, характеризующих семейство в целом. Змей семейства ужеобразных часто разводят в террариумах.

## Описание
Ужеобразные значительно различаются по длине и форме тела. Длина мелких видов не превышает 10 см, а крупные достигают 3,5 метра (такие как Ptyas carinatus). Тело ужеобразных покрыто гладкой или килеватой чешуёй, расположенной правильными продольными рядами, но 1—2 проходящих по хребту ряда чешуй могут быть заметно крупнее остальных. Брюшные щитки, как правило, большие и расширенные (шире своей длины), а голова покрыта крупными, парными, симметрично расположенными щитками. Левое лёгкое во много раз меньше правого или, чаще всего, вообще отсутствует.

### Строение черепа и механизм заглатывания добычи

Ужеобразные змеи характеризуются не только отсутствием рудиментов задних конечностей и таза (которые сохраняются у Typhlopidae, Leptotyphlopidae, Aniliidae, Boidae), но и высокой кинетичностью (подвижностью) костей черепа и нижних челюстей, на которых всегда отсутствуют венечные (короноидные) элементы. Их предчелюстные кости не контактируют с горизонтально вытянутыми верхнечелюстными (как и носовые с предлобными), а связь между ними осуществляется через соединительные связки. Заднелобные кости у ужеобразных отсутствуют.
Если у питонов и удавов нёбно-челюстной отдел имеет тесный контакт с ринальным через предлобные кости, то у ужеобразных это происходит через сошник. А от Acrochordidae ужеобразных отличают удлинённые верхневисочные кости и уменьшение роли предлобной кости в подвижности черепа.
Макростоматизация (увеличение объёмов ротовой полости при питании крупной добычей) у ужеобразных (как и у Acrochordidae), в отличие от Boidae, идёт за счёт каудальных (задних) отделов черепа, в частности посредством удлинения квадратных костей, а у некоторых форм — ещё и задних участков нёбных и верхнечелюстных костей в области, расположенной за предлобными костями. Верхнечелюстной аппарат ужеобразных позволяет им, таким образом, охватывать пищевой объект более равномерно, чем у Boidae (не только сверху и с боков, но частично и снизу — как бы раскрытым и изогнутым веером), надёжно удерживая добычу.

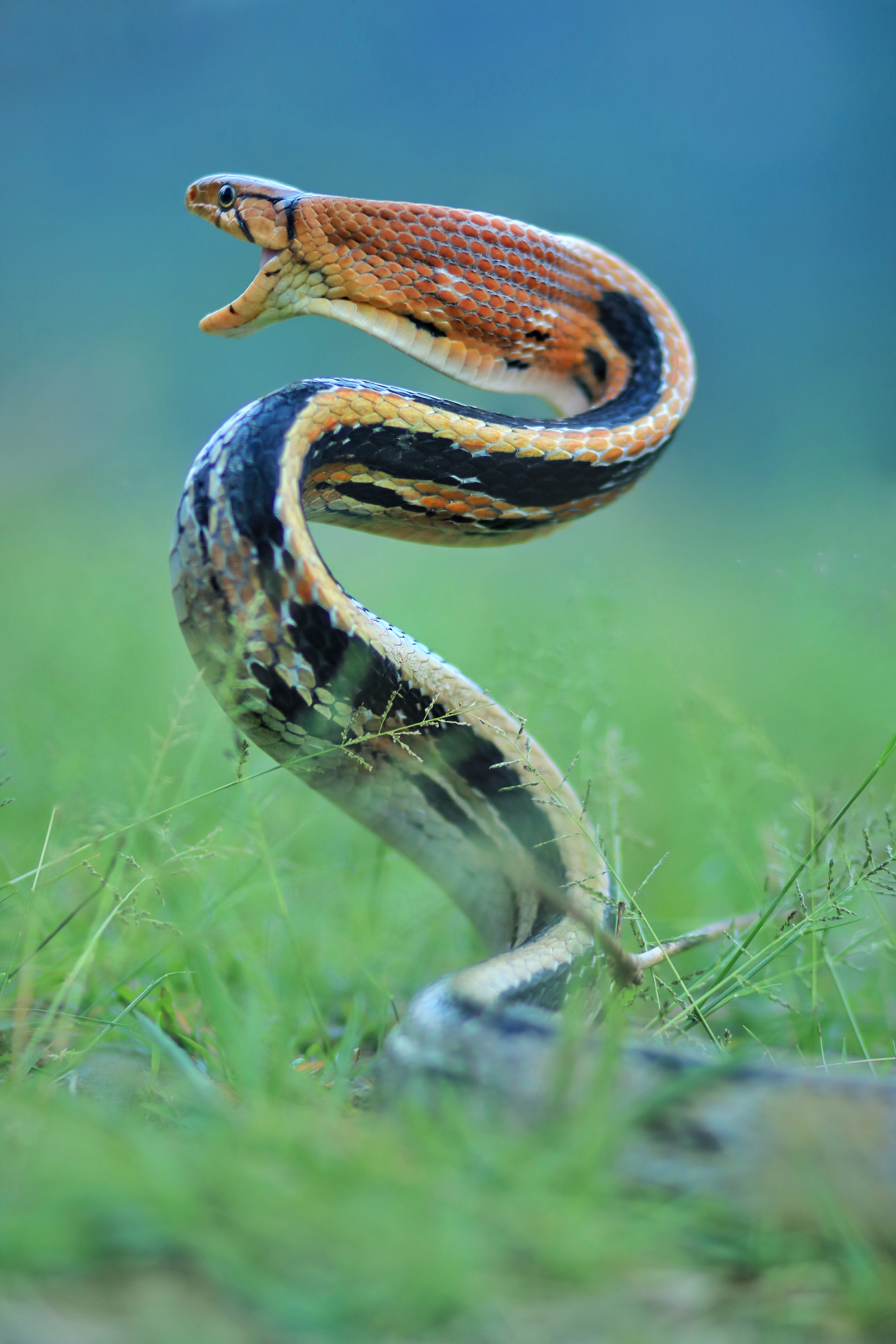
Лучистый лазающий полоз

Скоординированные движения костей черепа дают возможность ужеобразным проводить результативные манипуляции с проглатыванием крупной пищи. Поворот нёбно-челюстной дуги (передняя её часть отодвигается, а задняя — придвигается к средней линии) одной стороны черепа приводит к асимметричным движениям другой стороны, то есть смещение костных элементов вперёд (протракция) сопровождается оттягиванием аналогичных костей противоположной стороны черепа назад (ретракцией). В результате смыкания челюстей происходит поочерёдное перемещение правой и левой половин челюстного аппарата относительно пищевого объекта, который при этом продвигается в пищевод.
Эффективность данного кинетического механизма работы краниологических элементов с увеличением диаметра добычи, вероятно, уменьшается и поэтому он подстрахован ещё несколькими механизмами (с использованием птеригодной мышцы, нёбного комплекса костей и др.), независящими от объёма добычи. В результате движений элементов нёбной области ужеобразные змеи осуществляют удобную ориентацию схваченной и удерживаемой ими добычи и упаковку выступающих изо рта конечностей жертвы в нужном направлении.
Только ужеобразные, являющиеся активными охотниками-спринтерами и питающиеся преимущественно узкотелыми и удлинёнными позвоночными животными (ящерицами, змеями), лишены необходимости подобных манипуляций, и эти механизмы у них развиты в гораздо меньшей степени.
Нижние челюсти ужеобразных змей при глотании малоактивны, они лишь прижимают добычу к зубам нёбно-птеригоидного комплекса. Существенное значение играет фиксирующая способность загнутых назад зубов.
Зубы, располагающиеся у ужеобразных на верхнечелюстных, зубных, крыловидных и нёбных костях очень разнообразны по числу, величине и форме. Чаще всего они очень мелкие, острые и неподвижные. Однако в начале 1980-х годов у ужеобразных были обнаружены так называемые шарнирные зубы (обычно мелкие, гладкие и дистально уплощённые), прикрепляющиеся к костям соединительными волокнами и состоящие из подвижной коронки и прикрепительной «ножки». Такая структура обеспечивает сгибание и необламываемость зубов при питании твёрдой пищей.

### Яд ужеобразных

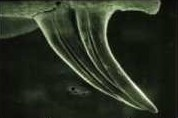
Рентгеновский снимок зуба коричневой бойги

Большинство ужеобразных неядовиты, то есть их зубы лишены ядопроводящих бороздок или каналов (группа Aglypha), но есть среди них и так называемые ложные ужи, обладающие крупными ядовитыми зубами и бороздами для стекания по ним яда. Их ядовитые клыки расположены, в отличие от представителей остальных семейств змей, не спереди, а сзади верхней челюсти. В связи с этим ложных ужей называют заднебороздчатыми змеями (Opisthoglypha), а Hydrophiidae, Elapidae и Viperidae — переднебороздчатыми (Proteroglypha). Ядовитые зубы резко отличаются по размерам и форме и часто отделены от остального ряда более мелких зубов разной длины беззубым промежутком (диастемой), который иногда может быть смещён к середине верхней челюсти.
Функциональное назначение яда — не столько умерщвление пищевого объекта, сколько его обездвиживание. Яд ужеобразных характеризуется специфичной избирательностью, оказывая воздействие лишь на животных, являющихся объектом питания ложных ужей. Для человека, как правило, яд ужеобразных неопасен, но есть отдельные виды (такие как Dispholidus typus, Thelotornis kirtlandii или Rhabdophis tigrinus), укус которых может привести к летальному исходу.

## Образ жизни

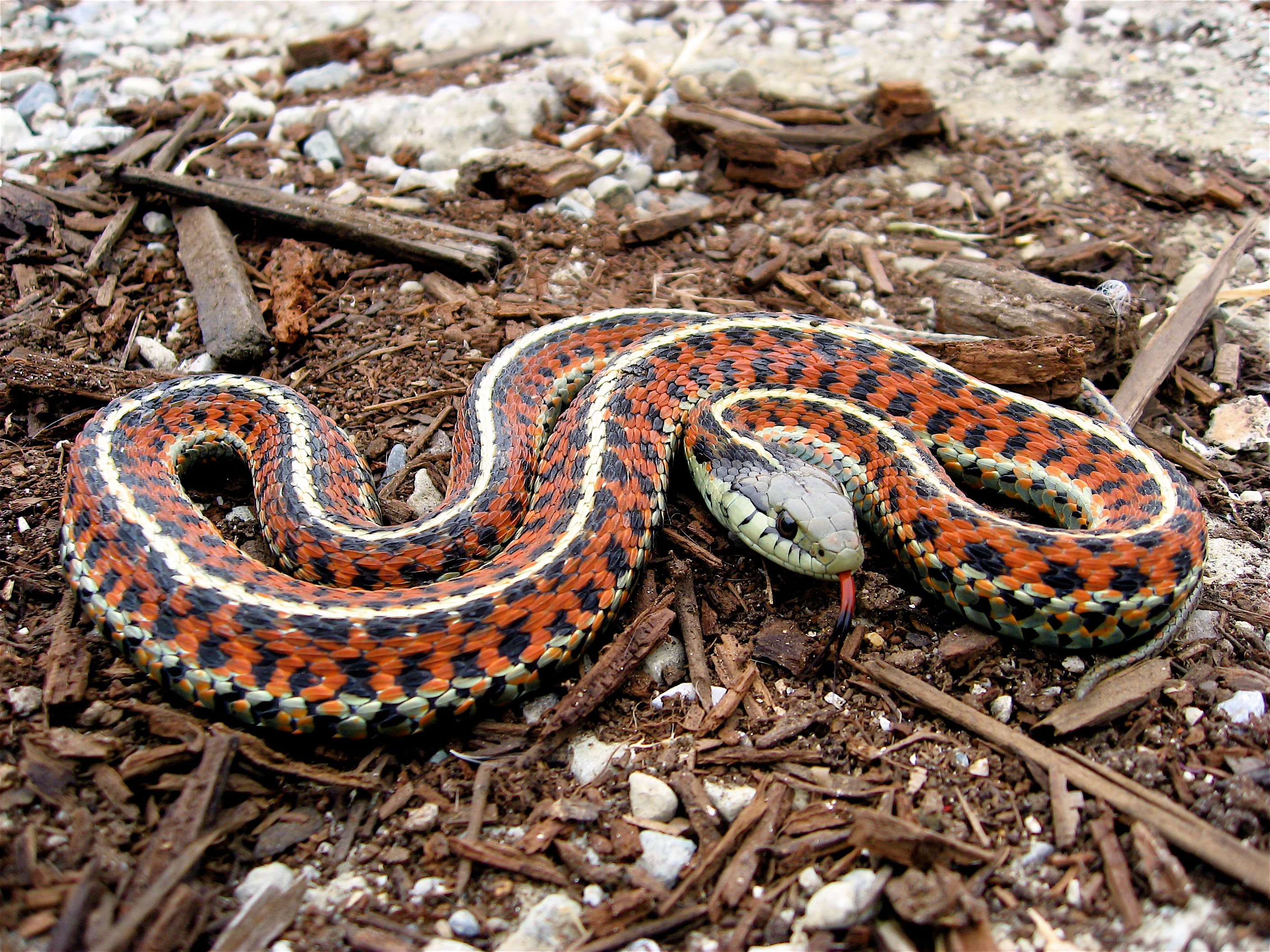
Стройная подвязочная змея

Условия жизни различных представителей семейства существенно отличаются. Многие виды живут около водоёмов, хорошо плавают и ныряют, есть виды живущие на деревьях, есть такие, что ведут наземный образ жизни. Кормовая база ужеобразных очень разнообразна и включает беспозвоночных, рыб, земноводных, пресмыкающихся, птиц, млекопитающих. Добычу иногда съедают живьём, но чаще сначала убивают, удушая или впрыскивая яд. Имеют много естественных врагов — ужей поедают хищные птицы и млекопитающие, а также большие ящерицы и змеи.

## Размножение
Спаривание часто сопровождается брачными играми. Часть видов ужеобразных откладывает яйца, для других видов характерно яйцеживорождение.

## Распространение
Распространены ужеобразные практически по всему миру, отсутствуя только в полярных областях Земли.
В России обитают ужеобразные из 16 родов:
- Полозы (Coluber)
- Медянки (Coronella)
- Dolichophis
- Эйренисы (Eirenis)
- Японские полозы (Euprepiophis)
- Лазающие полозы (Elaphe)
- Hebius — В России обитает Японский уж, ранее относившийся к роду Amphiesma[5].
- Разноцветные полозы (Hemorrhois)
- Волкозубы (Lycodon) — В России обитает Краснопоясный динодон, ранее относившийся к роду Динодоны[6].
- Настоящие ужи (Natrix)
- Живородящие полозы (Oocatochus)
- Orientocoluber
- Плоскоголовые полозы (Platyceps)
- Длиннозубые ужи (Rhabdophis)
- Кошачьи змеи (Telescopus)
- Западные лазающие полозы (Zamenis)

## Классификация

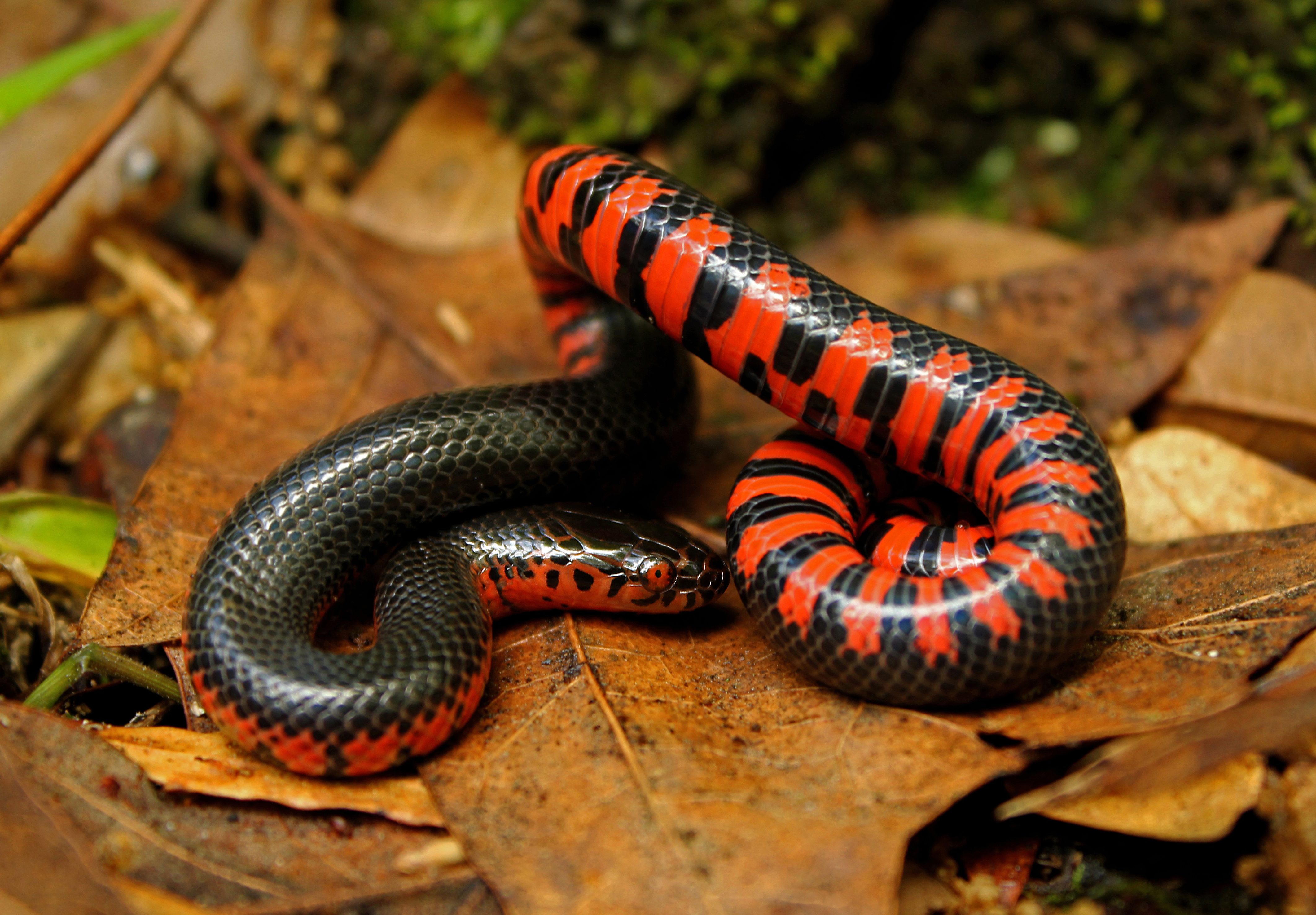
Иловая змея

Colubridae исторически используется в качестве «мусорного таксона» для змей, поскольку многие виды, традиционно относимые к семейству ближе к таким группам змей как аспиды, чем к настоящим ужеобразным. Систематика ужеобразных — одна из сложнейших задач герпетологии — в настоящее время она пересматривается и меняется, и в последние годы учёные часто отказываются от перечисления подсемейств.
Однако недавние исследования в области молекулярной филогенетики стабилизировали классификацию, и в настоящее время семейство представляет собой монофилетическую кладу, хотя необходимы дополнительные исследования, чтобы разобраться во всех отношения внутри этой группы. По состоянию на август 2022 признаются восемь подсемейств, совокупно включающих более 2000 видов:

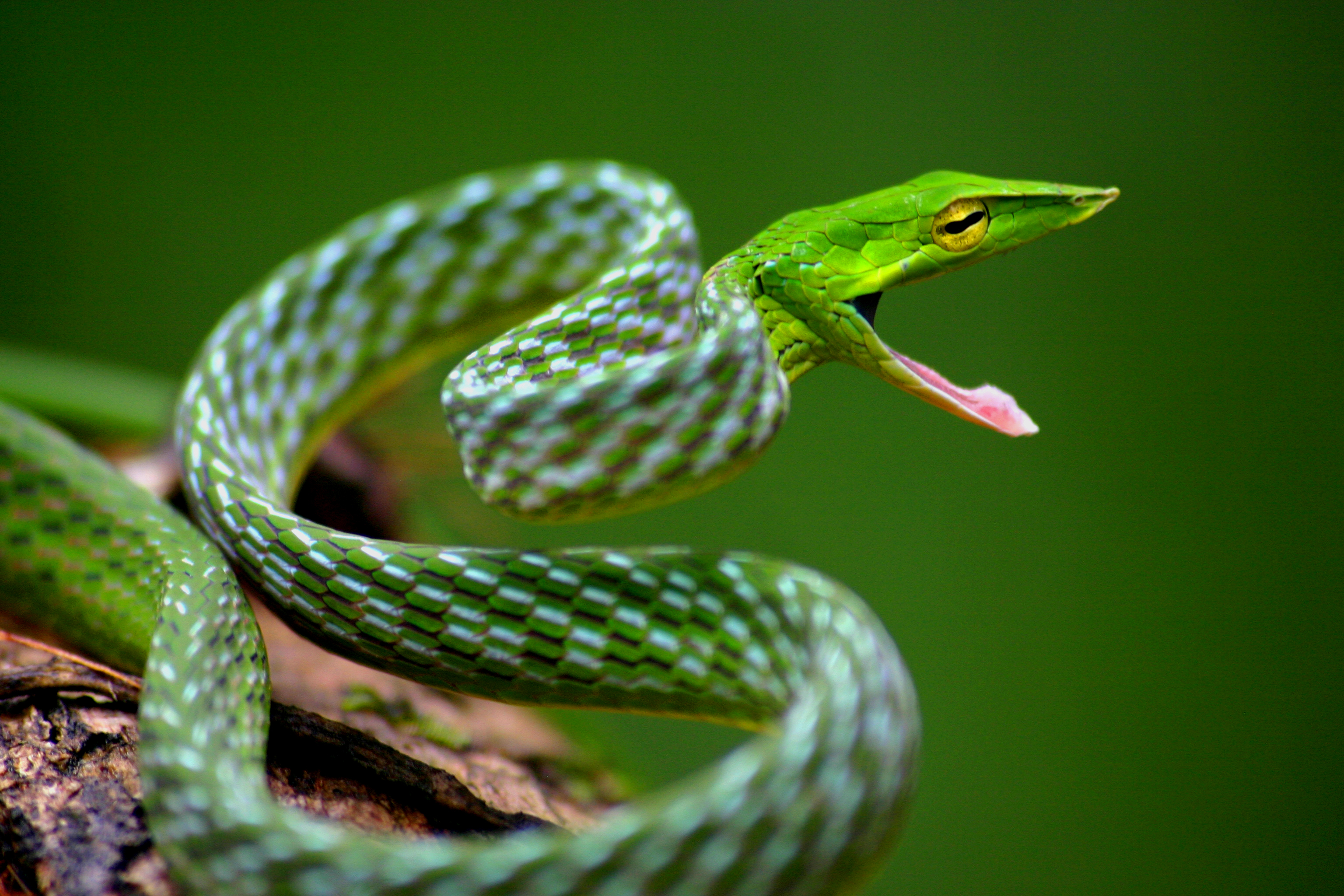
Длиннорылая плетевидка

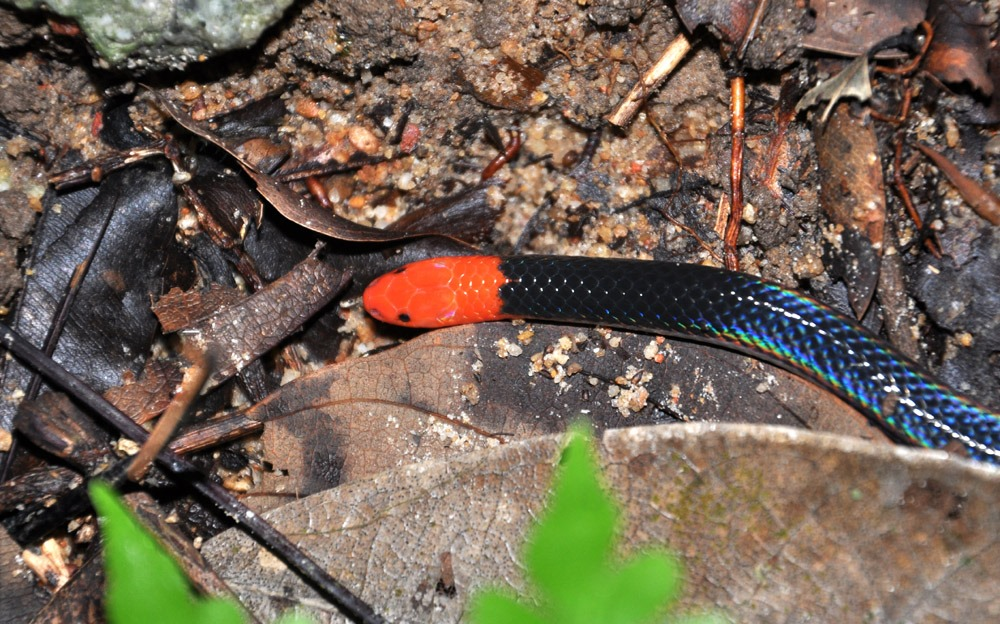
Каламария Шлегеля

### Текущие подсемейства
Ahaetullinae Figueroa, McKelvy, Grismer, Bell, and Lailvaux, 2016 — 76 видов в 5 родах
- Ahaetulla Link, 1807 — Плетевидные змеи
- Chrysopelea Boie, 1826 — Украшенные древесные змеи
- Dendrelaphis Boulenger, 1890 — Южноазиатские древесные змеи
- Dryophiops Boulenger, 1896 — Килебрюхие кнутовидные змеи
- Proahaetulla Mallik, Achyuthan, Ganesh, Pal, Vijayakumar & Shanker, 2019

Calamariinae Bonaparte, 1838 — 96 видов в 7 родах
- Calamaria Boie, 1827 — Карликовые змеи
- Calamorhabdium Boettger, 1898 — Сулавесские ужи
- Collorhabdium Smedley, 1932 — Тростниковые змеи
- Etheridgeum Wallach, 1988
- Macrocalamus Günther, 1864 — Большие тростниковые ужи
- Pseudorabdion Jan, 1862 — Тростниковые ужи Яна
- Rabdion Duméril, 1853

Colubrinae Oppel, 1811—788 видов в 94 родах
- Aeluroglena Boulenger, 1898 — Элюроглены
- Aprosdoketophis Wallach, Lanza & Nistri, 2010
- Archelaphe Schulz, Böhme & Tillack, 2011
- Arizona Kennicott, 1859 — Глянцевые ужи
- Bamanophis Schätti & Trape, 2008
- Bogertophis Dowling & Price, 1988
- Boiga Fitzinger, 1826 — Бойги
- Cemophora Cope, 1860 — Алые ужи
- Chapinophis Campbell & Smith, 1998
- Chilomeniscus Cope, 1860 — Змеи-пескоплавы
- Chionactis Cope, 1860 — Лопатоносые песчаные змеи
- Chironius Fitzinger, 1826 — Американские лесные ужи, или зипо
- Coelognathus Fitzinger, 1843
- Coluber Linnaeus, 1758 — Полозы, или настоящие полозы
- Conopsis Günther, 1858 — Конопсисы
- Coronella Laurenti, 1768 — Медянки, или гладкие полозы
- Crotaphopeltis Fitzinger, 1843 — Желтогубые ужи
- Dasypeltis Wagler, 1830 — Африканские яичные змеи, или яйцееды
- Dendrophidion Fitzinger, 1843 — Древесные змеи Фитцингера
- Dipsadoboa Günther, 1858 — Дипсадобоа
- Dispholidus Fitzsimons & Brain, 1958 — Бумсланги
- Dolichophis Gistel, 1868
- Drymarchon Fitzinger, 1843 — Индиговые змеи
- Drymobius Fitzinger, 1843 — Ужи-бегуны
- Drymoluber Amaral, 1929 — Дримолюберы
- Eirenis Jan, 1862 — Эйренисы
- Elaphe Fitzinger in Wagler, 1833 — Лазающие полозы, или крысиные змеи
- Euprepiophis Fitzinger, 1843
- Ficimia Gray, 1849 — Мексиканские крючконосые змеи
- Geagras Cope, 1876 — Мексиканские ужи
- Gonyosoma Wagler, 1828 — Краснохвостые медянки
- Gyalopion Cope, 1860 — Американские крючконосые змеи
- Hapsidophrys Fischer, 1856 — Гапсидофрисы
- Hemerophis Schätti & Utiger, 2001
- Hemorrhois Boie, 1826
- Hierophis Fitzinger, 1843 — Гиерофисы
- Lampropeltis Fitzinger, 1843 — Королевские змеи
- Leptodrymus Amaral, 1927 — Лептодримусы
- Leptophis Bell, 1825 — Тонкие змеи, или попугайные змеи
- Liopeltis Fitzinger, 1843 — Гладкие камышовые ужи
- Lycodon Fitzinger, 1826 — Волкозубы
- Lytorhynchus Peters, 1862 — Литоринхи, или остромордые ужи
- Macroprotodon Guichenot, 1850 — Капюшонные ужи
- Masticophis Baird & Girard, 1853
- Mastigodryas Amaral, 1935 — Американские пантеровые ужи
- Meizodon Fischer, 1856 — Кустарниковые ужи
- Mopanveldophis Figueroa et al., 2016
- Muhtarophis Avcı et al., 2015
- Oligodon Fitzinger, 1826 — Олигодоны
- Oocatochus Helfenberger, 2001
- Opheodrys Fitzinger, 1843 — Травяные ужи
- Oreocryptophis Utiger et al., 2005
- Orientocoluber Kharin, 2011
- Oxybelis Wagler, 1830 — Остроголовые змеи, или остроголовки
- Palusophis Montingelli et al., 2018
- Pantherophis Fitzinger, 1843
- Persiophis Rajabizadeh et al., 2020
- Philothamnus Smith, 1840 — Африканские зеленые ужи
- Phrynonax Cope, 1862
- Phyllorhynchus Stejneger, 1890 — Листоносые змеи
- Pituophis Holbrook, 1842 — Сосновые змеи
- Platyceps Blyth, 1860
- Pseudelaphe Mertens & Rosenberg, 1943
- Pseudoficimia Bocourt, 1883 — Псевдофимиции
- Ptyas Fitzinger, 1843 — Большеглазые полозы, или азиатские крысиные змеи
- Rhamnophis Günther, 1862 — Рамнофисы
- Rhinobothryum Wagler, 1830 — Риноботриумы
- Rhinocheilus Baird & Girard, 1853 — Длинноносые ужи
- Rhynchocalamus Günther, 1864 — Ринхокалямусы
- Salvadora Baird & Girard, 1853 — Заплатоносые ужи
- Scaphiophis Peters, 1870 — Скафиофисы
- Scolecophis Fitzinger, 1843 — Сколекофисы
- Senticolis Campbell & Howell, 1965
- Simophis Peters, 1860 — Симофисы
- Sonora Baird & Girard, 1843 — Сонорские ужи-пескоплавы
- Spalerosophis Jan, 1865 — Чешуелобые полозы, или диадемовые змеи
- Spilotes Wagler, 1830 — Куроеды
- Stegonotus Duméril, Bibron & Duméril, 1854 — Стегонотусы
- Stenorrhina Duméril, 1853 — Стеноррины
- Symphimus Cope, 1869 — Симфимусы
- Sympholis Cope, 1861 — Симфолисы
- Tantilla Baird & Girard, 1853 — Черноголовые ужи, или тантиллы
- Tantillita Smith, 1941 — Тантиллиты
- Telescopus Wagler, 1830 — Кошачьи змеи
- Thelotornis Smith, 1849 — Винные змеи, или серые древесные змеи
- Thrasops Hallowell, 1857 — Черные древесные ужи
- Toxicodryas Hallowell, 1857 — Африканские бойги
- Trimorphodon Cope, 1861 — Лирообразные ужи
- Wallaceophis Mirza et al., 2016
- Wallophis Mirza & Patel, 2017
- Xenelaphis Günther, 1864 — Лучистые ужи
- Xyelodontophis Broadley & Wallach, 2002
- Zamenis Wagler, 1830

Dipsadinae — 826 вида в 97 родах (иногда рассматривается как семейство Dipsadidae):
- Adelphicos Jan, 1862 — Адельфийские змеи
- Alsophis Fitzinger, 1843 — Альсофисы
- Amastridium Cope, 1861 — Колумбийские ужи
- Amnesteophis Myers, 2011
- Apostolepis Cope, 1861 — Апостолеписы
- Arrhyton Günther, 1858 — Антильские ужи
- Atractus Wagler, 1828 — Веретеновидные змеи, или атрактусы
- Boiruna Zaher, 1996
- Borikenophis Hedges & Vidal, 2009
- Caaeteboia Zaher et al., 2009
- Calamodontophis Amaral, 1963 — Тростниковозубые ужи
- Caraiba Zaher et al., 2009
- Carphophis Gervais, 1843 — Червевидные ужи, или карфофисы
- Cercophis Fitzinger, 1843
- Chersodromus Reinhardt, 1861 — Херзодромусы
- Clelia Fitzinger, 1826 — Муссураны, или клелии
- Coniophanes Hallowell, 1860 — Конусовидные змеи
- Conophis Peters, 1860 — Конофисы, или Ложные ужи
- Contia Girard, 1853 — Контии, или острохвостые змеи
- Coronelaps Lema & Deiques, 2010
- Crisantophis Villa, 1971
- Cryophis Bogert & Duellman, 1963 — Криофисы
- Cubophis Hedges & Vidal, 2009
- Diadophis Girard, 1853 — Ошейниковые змеи
- Diaphorolepis Jan, 1863 — Диафоролеписы
- Dipsas Laurenti, 1768 — Большеголовые змеи, или дипсасы
- Ditaxodon Hoge, 1958 — Дитаксодоны
- Drepanoides Dunn, 1928 — Дрепаноидесы
- Echinanthera Cope, 1894
- Elapomorphus Wiegmann, 1843 — Эляпоморфусы
- Emmochliophis Fritts & Smith, 1969 — Эммохлиофисы
- Enuliophis McCran & Villa, 1993
- Enulius Cope, 1870 — Энулиусы
- Erythrolamprus Wagler, 1830 — Псевдокоралловые змеи
- Eutrachelophis Myers & McDowell, 2014
- Farancia Gray, 1842 — Иловые змеи, или роговые змеи
- Geophis Wagler, 1830 — Геофисы
- Gomesophis Hoge & Mertens, 1959 — Гомезофисы
- Haitiophis Hedges & Vidal, 2009
- Helicops Wagler, 1828 — Косоглазые змеи, или косоглазые ужи
- Heterodon Latreille, 1801 — Свиноносые змеи, или крючконосые ужи
- Hydrodynastes Fitzinger, 1843 — Гидродинастесы
- Hydromorphus Peters, 1859 — Гидроморфусы
- Hydrops Wagler, 1830 — Амазонские водяные ужи
- Hypsiglena Cope, 1860 — Ночные ужи, или ночные змеи
- Hypsirhynchus Günther, 1858 — Гаитийские ужи
- Ialtris Cope, 1862 — Антильские ужи
- Imantodes Dumeril, 1853 — Тупоголовые ремневидные змеи
- Leptodeira Fitzinger, 1843 — Кошачьеглазые змеи
- Lioheterophis Amaral, 1935 — Лиогетерофисы
- Lygophis Fitzinger, 1843 — Лигофисы
- Magliophis Zaher et al., 2009
- Manolepis Cope, 1885 — Манолеписы
- Mussurana Zaher et al., 2009
- Ninia Baird & Girard, 1853 — Нинии
- Nothopsis Cope 1871 — Нотопсисы
- Omoadiphas Köhler, Wilson & Mccranie, 2001
- Oxyrhopus Wagler, 1830 — Лунные ужи
- Paraphimophis Grazziotin et al., 2012
- Phalotris Cope, 1862
- Philodryas Wagler, 1830 — Филодриас
- Phimophis Cope, 1860 — Фимофисы
- Plesiodipsas Harvey et al., 2008
- Pseudalsophis Zaher et al., 2009
- Pseudoboa Schneider, 1801 — Псевдобоа
- Pseudoeryx Fitzinger, 1826 — Псевдоэриксы
- Pseudoleptodeira Taylor, 1938 — Псевдолептодейры
- Pseudotomodon Koslowski, 1896 — Аргентинские ужи
- Psomophis Myers & Cadle, 1994
- Ptychophis Gomes, 1915 — Птихофисы
- Rhachidelus Boulenger, 1908 — Рахиделюсы
- Rhadinaea Cope, 1863 — Радинеи
- Rhadinella Smith, 1941 — Радинеллы
- Rhadinophanes Myers & Campbell, 1981 — Радинофанесы
- Rodriguesophis Grazziotin et al., 2012
- Saphenophis Myers, 1973 — Сафенофисы
- Sibon Fitzinger, 1826 — Американские улиткоеды
- Sibynomorphus Fitzinger, 1843 — Улиткоеды-сибиноморфусы
- Siphlophis Fitzinger, 1843 — Сифлофисы, или плавающие ужи
- Sordellina Procter, 1923 — Змеи Сорделли
- Stichophanes Wang et al., 2014
- Synophis Peracca 1896 — Синофисы
- Tachymenis Wiegmann, 1835 — Тахименисы
- Taeniophallus Cope, 1895
- Tantalophis Duellman, 1958
- Thalesius Yuki, 1993
- Thamnodynastes Wagler, 1830 — Тамнодинастесы
- Thermophis Malnate, 1953
- Tomodon Duméril, 1853 — Томодоны
- Tretanorhinus Dumeril, Bibron & Dumeril, 1854 — Третаноринусы
- Trimetopon Cope, 1885 — Триметопоны
- Tropidodipsas Gunther, 1858 — Тропидодипсасы
- Tropidodryas Fitzinger, 1843
- Uromacer Duméril, Bibron & Duméril, 1854 — Антильские ужи Дюмериля и Биброна
- Uromacerina Amaral, 1929 — Уромацерины
- Urotheca Bibron, 1843
- Xenodon Boie, 1826 — Жабоеды
- Xenopholis Peters, 1869 — Ксенофолисы

Grayiinae Meirte, 1992 — монотипное подсемейство с 4 видами:
- Grayia Günther, 1858

Natricinae — 263 видов в 39 родах (иногда рассматривается как семейство Natricidae):
- Adelophis Dugès, 1879 — Аделофисы
- Afronatrix Rossman & Eberle, 1977 — Африканские ужи
- Amphiesma Duméril, Bibron & Duméril, 1854 — Лесные ужи
- Amphiesmoides Malnate, 1961 — Хайнаньские ужи
- Anoplohydrus Werner, 1909
- Aspidura Wagler, 1830 — Аспидуры
- Atretium Cope, 1861 — Азиатские килеспинные ужи
- Balanophis Smith, 1938 — Цейлонские ужи
- Blythia Theobald, 1868 — Змеи Блита
- Clonophis Cope, 1889 — Змеи Киртланда
- Haldea Baird & Girard, 1853
- Hebius Thompson, 1913
- Herpetoreas Günther, 1860
- Hologerrhum Günther, 1858 — Филиппинские ужи
- Hydrablabes Boulenger, 1891 — Калимантанские водяные ужи
- Hydraethiops Günther, 1872 — Чёрнобрюхие водяные ужи
- Iguanognathus Boulenger, 1898 — Игуаночелюстные змеи
- Isanophis David, Pauwels, Nguyen & Vogel, 2015
- Liodytes Cope, 1885 — Полосатые болотные ужи
- Limnophis Günther, 1865 — Лимнофисы
- Lycognathophis Boulenger, 1893 — Сейшельские волчьи змеи
- Macropisthodon Boulenger, 1893 — Килебрюхие ужи Буланже
- Natriciteres Loveridge, 1953 — Африканские болотные ужи
- Natrix Laurenti, 1768 — Настоящие ужи
- Nerodia Baird & Girard, 1853 — Американские ужи
- Opisthotropis Günther, 1872 — Опистотрописы
- Parahelicops Bourret, 1934 — Азиатские косоглазые ужи
- Pararhabdophis Bourret, 1934 — Парарабдофисы
- Paratapinophis Angel, 1929
- Regina Baird & Girard, 1853 — Рачьи ужи
- Rhabdophis Fitzinger, 1843 — Длиннозубые ужи
- Seminatrix Cope, 1895 — Краснобрюхие болотные ужи
- Sinonatrix Rossman & Eberle, 1977 — Азиатские плавающие ужи
- Storeria Baird & Girard, 1853 — Коричневые змеи
- Thamnophis Fitzinger, 1843 — Подвязочные змеи
- Trachischium Günther, 1858 — Ужи-червееды
- Tropidoclonion Cope, 1860 — Полосатые болотные ужи
- Tropidonophis Jan, 1863
- Virginia Baird & Girard, 1853 — Земляные ужи
- Xenochrophis Günther, 1864 — Ужи-рыболовы

Pseudoxenodontinae — 10 видов в 2 родах:
- Plagiopholis Boulenger, 1893 — Бирманские ужи
- Pseudoxenodon Boulenger, 1890 — Капюшонные древесные ужи

Sibynophiinae Dunn, 1928 — 12 видов в 3 родах:
- Colubroelaps Orlov, Kharin, Ananjeva, Nguyen & Nguyen, 2009
- Scaphiodontophis Taylor & Smith, 1943 — Американские многозубые ужи
- Sibynophis Fitzinger, 1843 — Многозубые змеи, или шарнирнозубые змеи

incertae sedis:
- Elapoidis Boie, 1827
- Gongylosoma Fitzinger, 1843
- Oreocalamus Boulenger, 1899 — Горные тростниковые ужи
- Tetralepis Boettger, 1892 — Яванские ужи

### Бывшие подсемейства
Эти таксоны были в своё время классифицированы как часть Colubridae, но теперь классифицируются как части других семейств или больше не существуют, потому что все виды внутри них перемещены в другие семейства или подсемейства.
- Подсемейство Aparallactinae (сейчас подсемейство Lamprophiidae[10], иногда объединяется с Atractaspidinae)
- Подсемейство Boiginae (объединено с Colubrinae)
- Подсемейство Boodontinae (некоторые виды теперь рассматриваются как подсемейство Grayiinae, остальные перемещены в Lamprophiidae как подсемейства Lamprophiinae и Pseudaspidinae)
- Подсемейство Dispholidinae (объединено с Colubrinae)
- Подсемейство Homalopsinae (сейчас семейство Homalopsidae[10])
- Подсемейство Lamprophiinae (сейчас подсемейство Lamprophiidae[10])
- Подсемейство Lycodontinae (объединено с Colubrinae)
- Подсемейство Lycophidinae (сейчас подсемейство Lamprophiidae)
- Подсемейство Pareatinae (сейчас семейство Pareidae[10], иногда неверно пишется как Pareatidae[23])
- Подсемейство Philothamninae (объединено с Colubrinae)
- Подсемейство Psammophiinae (сейчас подсемейство Lamprophiidae[10])
- Подсемейство Pseudoxyrhophiinae (сейчас подсемейство Lamprophiidae[10])
- Подсемейство Xenoderminae (сейчас семейство Xenodermidae[10] или Xenodermatidae[23])
- Подсемейство Xenodontinae (многими авторами относится к Dipsadinae/Dipsadidae)